# Aberto Rio Preto
L'Aberto Rio Preto, noto anche come BVA Open per ragioni di sponsorizzazione, è stato un torneo di tennis che si giocava su campi in terra rossa a São José do Rio Preto in Brasile. L'evento faceva parte dell'ATP Challenger Tour e si sono disputate solo le edizioni del 2011 e 2013.

## Albo d'oro

### Singolare
| Anno | Campione      | Finalista          | Punteggio     |
| ---- | ------------- | ------------------ | ------------- |
| 2013 | João Souza    | Alejandro González | 7–6(0), 6–3   |
| 2012 | Non disputato | Non disputato      | Non disputato |
| 2011 | Ricardo Mello | Eduardo Schwank    | 6–4, 6–2      |

### Doppio
| Anno | Campioni                            | Finalisti                             | Punteggio     |
| ---- | ----------------------------------- | ------------------------------------- | ------------- |
| 2013 | Nicolás Barrientos Carlos Salamanca | Marcelo Demoliner João Souza          | 6–4, 6–4      |
| 2012 | Non disputato                       | Non disputato                         | Non disputato |
| 2011 | Frederico Gil Jaroslav Pospíšil     | Franco Ferreiro Rubén Ramírez Hidalgo | 6–4, 6–4      |